# コバノヒルムシロ
コバノヒルムシロ（Potamogeton cristatus）は、単子葉植物ヒルムシロ科ヒルムシロ属に分類される水草である。

## 特徴
楕円形の葉を水面に浮かせる一方、水中には形態の異なる狭葉を展開する。

## 分布
池や用水路でまれにみられる。
日本では北海道から琉球列島まで、国外では朝鮮半島から中国に分布する。

## 近縁種
- ホソバミズヒキモ(P. octandrus Poiret)